# Saint-Léon-sur-l’Isle
Saint-Léon-sur-l’Isle – miejscowość i gmina we Francji, w regionie Nowa Akwitania, w departamencie Dordogne.
Według danych na rok 1999 gminę zamieszkiwały 1877 osoby, a gęstość zaludnienia wynosiła 126 osób/km² (wśród 2290 gmin Akwitanii Saint-Léon-sur-l’Isle plasuje się na 217. miejscu pod względem liczby ludności, natomiast pod względem powierzchni na miejscu 771.).